# 沙沱乡
沙沱乡，是中华人民共和国四川省凉山彝族自治州雷波县曾经下辖的一个乡。2020年6月，撤销沙沱乡，原沙沱乡所属行政区域划归西宁镇管辖。

## 行政区划
沙沱乡撤销前下辖以下地区：
沙沱村、甫子村、沱田村和赵家山村。